# Otto Blom
Otto Emanuel Blom, född den 24 december 1830 i Köpenhamn, död där den 28 december 1903, var en dansk artilleriofficer. Han var son till Hans Jørgen Blom och bror till Vilhelm Blom.
Blom blev 1864 kapten och var 1889–95 överste. Som undertygmästare vid flottan 1861–68 ledde han inköpet av pansarbrytande artilleri till denna och var en auktoritet i dithörande spörsmål. Han skrev flera lärda avhandlingar om vapnens historiska utveckling och 1877 ett större arbete om Kristian IV:s artilleri. Åren 1879–90 var han medlem av landstinget.

## Utmärkelser
- Dannebrogsmännens hederstecken,  1869[1]
- Kommendör av första graden av Dannebrogorden,  1895[2]

[Redigera Wikidata]